# Mere Sike
Der Mere Sike ist ein Wasserlauf im Lake District, Cumbria, England. Er entsteht als Abfluss des Lang Tarn nördlich des Blawith Knott und fließt in nördlicher Richtung. Südlich des Wool Knott gabelt sich der Mere Sike. Ein Arm fließt in östlicher Richtung und gehört zu den Quellflüssen des Greenholme Beck. Ein Arm fließt in nordwestlicher Richtung und mündet in den Green Moor Beck.